# Руськополянська загальноосвітня школа № 1
Руськополя́нська загальноосвітня школа І-ІІІ ступенів № 1 — загальноосвітній заклад, що розташований у селі Руська Поляна Черкаського району Черкаської області.

## Історія
У 1908-1911 роках у селі була збудована земська двокласна школа з 4 класними кімнатами. При школі заклали фруктовий сад. Станом на 1918 рік у школі навчалось 205 учнів. 1930 року школа була перетворена у семирічну. 1933 року на кутку Хутір була відкрита філіальна початкова школа. 1935 року школа реорганізована у середню.
У роки другої світової війни приміщення, хоча і було пошкоджене, але вистояло, і вже у січні 1944 року школа відновила свою роботу. 1947 року через брак учнів старшої ланки школа знову стає семирічною, однак 1950 року знову стає восьмирічною. З 1946 року у навчальному закладі почав діяти учнівський хор, який неодноразово ставав переможцем обласних конкурсів. Переможцями багатьох змагань ставали також і стрільці. 1951 року почалось будівництво нового приміщення і вже 1954 року школа переїхала до нової будівлі. 1960 року вона стає одинадцятирічною. 1962 року при школі на базі колгоспу створено навчально-дослідницьке господарство, яке мало 25 га землі. Станом на 1969 рік у школі навчалось 427 учнів, максимум був 2002 року — тоді тут навчалось 737 учнів.

## Директори
Після війни школу очолювали:
- Кононенко І. В.
- Стеценко О. І.
- Дудник Я. Д.
- Засільська В. С.
- Гладун Л. Я.

## Структура
У школі працюють 47 педагогів, із яких 10 учителів вищої категорії, 22 — І категорії, 5 — ІІ категорії. 5 учителів мають звання старшого, двоє — учителя-методиста. Два учителя мають нагороду Відмінник освіти України. Для учнів школи діють 29 гуртків.